# Euchirinae
Euchirinae (лат.) — подсемейство пластинчатоусых жуков (Scarabaeidae). Характерной чертой для большей части членов подсемейства являются удлинённые передние лапы.

## Описание

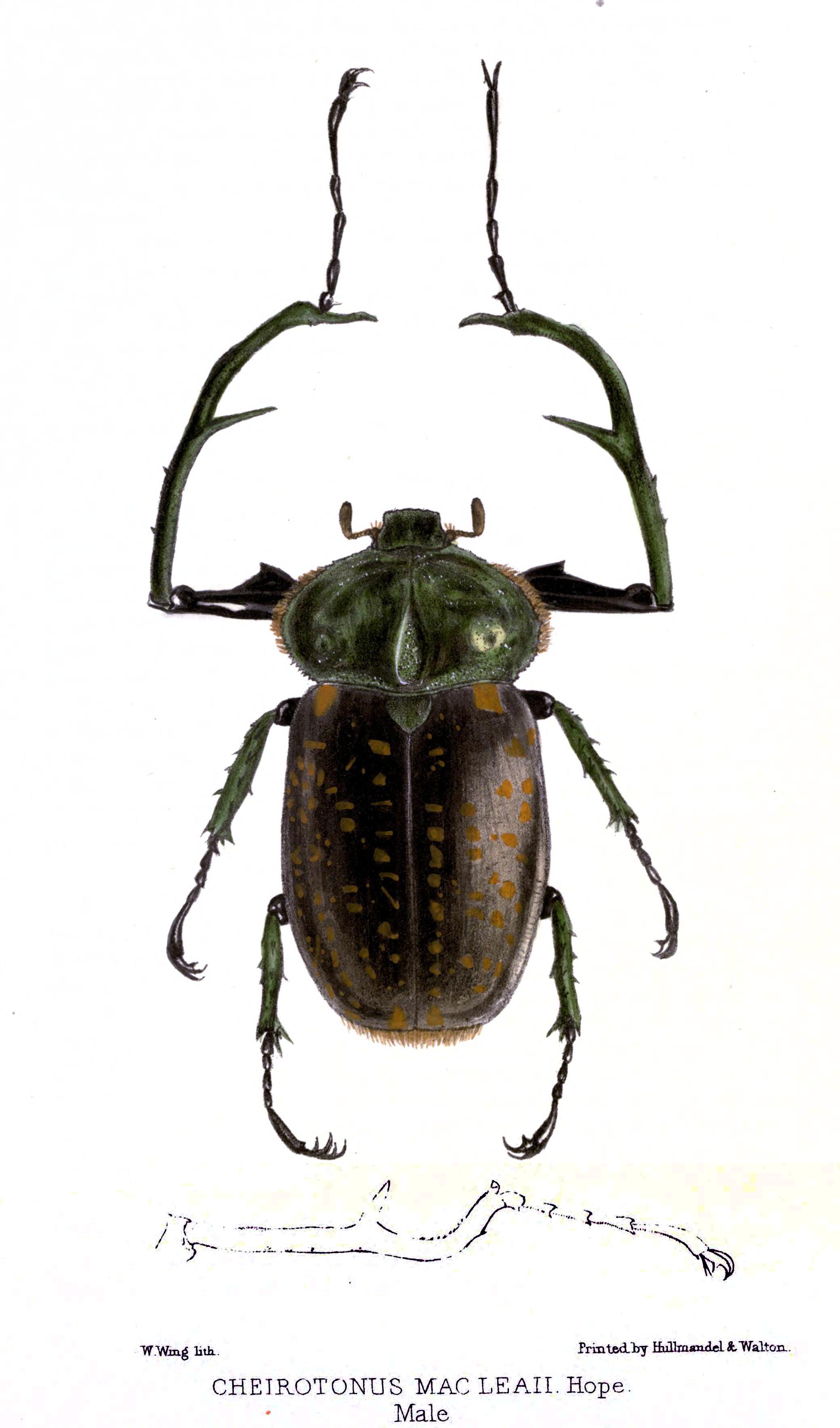
Cheirotonus formosanus

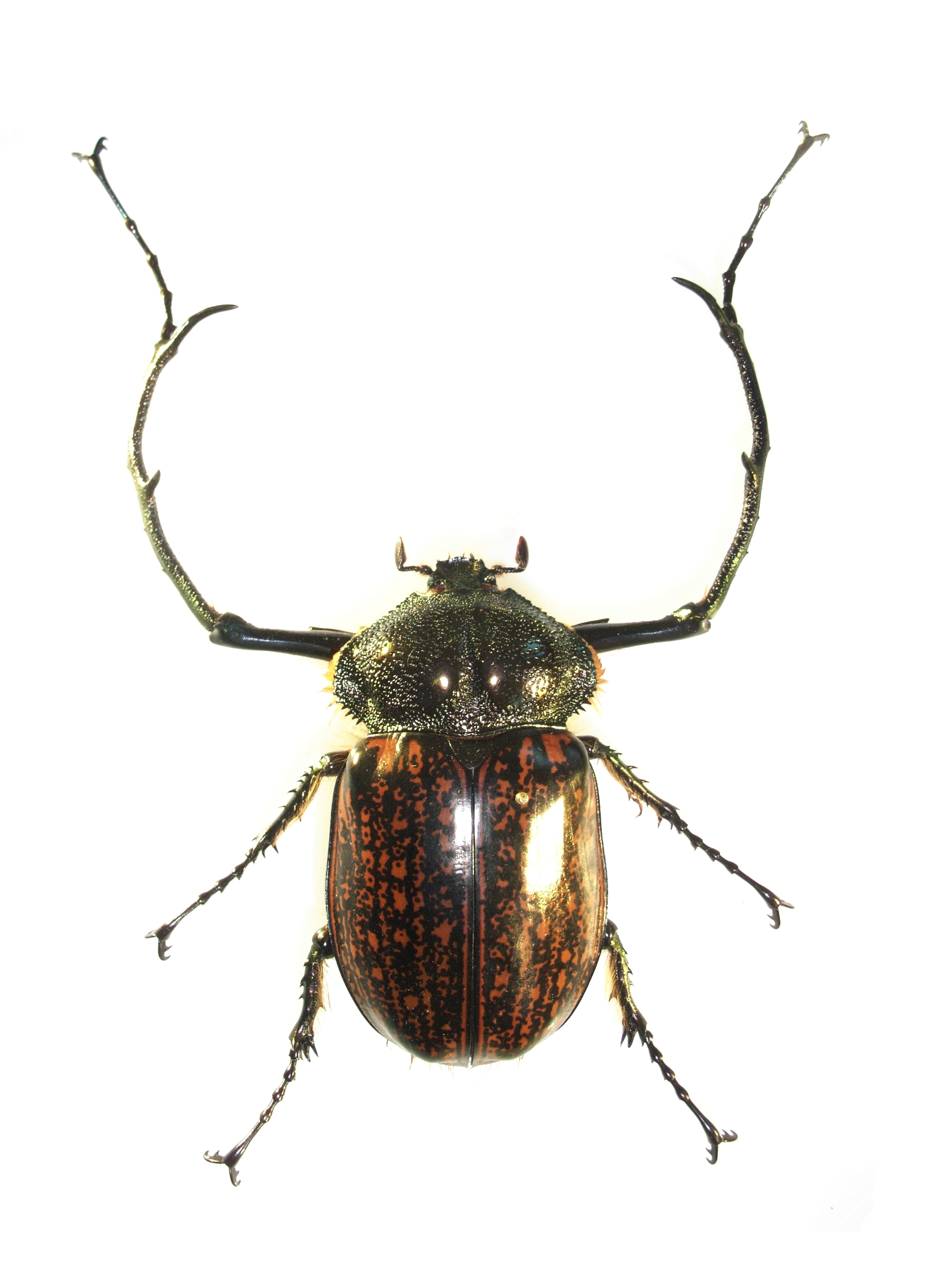
Cheirotonus macleayi

К подсемейству относятся крупные жуки, длина тела которых от 25 мм до 85 мм (Euchirus longimanus). Тело умеренно продолговатое, довольно выпуклое, бурой, буро-жёлтой или красно-бурой окраски, нередко надкрылья имеют рисунок из более светлых пятен или полос вдоль шва и боковых краев. Голова маленькая, без каких-либо рогов или выростов).
Ноги стройные, длинные. Передние бедра самцов нередко спереди несут зубец и у ряда видов более или менее сильно удлинены. Передние голени снаружи несут зубцы (сильнее развитые у самцов), число которых может достигать 6 — 9. У некоторых представителей (Cheirotonus) их внутренний край сверху и снизу усажен многочисленными зубчиками или же (Propomacrus) покрыт волосками. У самцов они очень сильно удлинены, несколько искривлены и несут на внутреннем крае 2 более или менее длинных зубца или отростка.
Половой диморфизм резко выражен. Самцы как правило, крупнее и шире, чем самки, с более широкой и поперечной переднеспинкой. Передние ноги (все их части) у самцов более или менее сильно удлинены.

## Размножение
Личинки некоторых представителей этого подсемейства не описаны. Жуки этого подсемейства развиваются в трухлявой древесине и дуплах деревьев и здесь же окукливаются. Продолжительность развития и питания взрослых жуков неизвестны. Все представители этого подсемейства являются лесными обитателями, в большинстве случаев встречаются относительно редко.

## Классификация
Подсемейство включает 3 рода и 16 видов:
- Cheirotonus Hope, 1840 (10 видов)
  - Cheirotonus battareli Pouillaude, 1913
  - Cheirotonus formosanus Ohaus, 1913
  - Cheirotonus fujiokai Muramoto, 1994
  - Cheirotonus gestroi Pouillaude, 1913
  - Cheirotonus jambar Kurosawa, 1984
  - Cheirotonus jansoni Jordan, 1898
  - Cheirotonus macleayi Hope, 1840
  - Cheirotonus parryi Gray, 1848
  - Cheirotonus peracanus Kriesche, 1919
  - Cheirotonus szetshuanus Medvedev, 1960
- Propomacrus Newman, 1837 (4 вида)
  - Propomacrus bimucronatus Pallas, 1781
  - Propomacrus cypriacus Alexis & Makris 2002
  - Propomacrus davidi Deyrolle, 1874
  - Propomacrus muramotoae Fujioka, 2007
- Euchirus Linnaeus, 1758 (2 вида)
  - Euchirus dupontianus Burmeister, 1841
  - Euchirus longimanus Linnaeus, 1758